# Oleg Tarnovschi
Oleg Tarnovschi (în ucraineană Олег Тарновский; n. 10 aprilie 1992, Lviv, Regiunea Liov, Ucraina) este un canoist moldovean de origine ucraineană, laureat cu argint la proba de 500 m din cadrul Campionatului Mondial de Kaiac-Canoe din 2015 de la Milano. Fratele său mai mic, Serghei, este și el un canoist de performanță. Amândoi au fost naturalizați de Republica Moldova în anul 2013.

## Legături externe
- Oleg Tarnovschi pe Sports.md
- en Oleg Tarnovschi la Olympedia.org